# Vicky Kanai
Vicky Ngiratkakl-Kanai ist eine Politikerin aus Palau.

## Leben
Kanai wurde 2016 erstmals in das Abgeordnetenhaus gewählt und 2020 wiedergewählt. Bis zu ihrer Wahl diente Kanai als Gouverneurin von Airai.